# Amici 10
Amici 10 è la decima compilation legata alla trasmissione televisiva  Amici di Maria De Filippi, pubblicata l'8 febbraio 2011 dall'etichetta discografica Fascino e distribuita da Universal, contenente canzoni ed inediti interpretati dai sei cantanti arrivati al serale della decima edizione del programma. L'album debutta direttamente alla 1ª posizione della classifica FIMI Compilation.

## Tracce
1. Francesca Nicolì – Io nego – 4:02 (testo: Simone Annichiarico)
2. Annalisa Scarrone – Inverno – 3:27 (testo: Dario Faini)
3. Virginio Simonelli – A maggio cambio – 3:40 (testo: Francesco Silvestre)
4. Antonio Mungari – Così così – 3:32 (testo: Roberto Casalino)
5. Antonella Lafortezza – Nell'immensità – 3:41 (testo: Sergio Vinci, Ivano Icardi)
6. Annalisa Scarrone – Solo – 3:36 (testo: Annalisa Scarrone)
7. Diana Del Bufalo – Nelle mie favole – 3:26 (testo: Antonio Galbiati, Dario Faini)
8. Virginio Simonelli – Non ha importanza – 3:36 (testo: Virginio Simonelli)
9. Antonio Mungari – Giorni bui – 3:10 (testo: Roberto Casalino, Massimo Greco)
10. Annalisa Scarrone – Cado giù – 3:36
11. Francesca Nicolì – Sono bugiarda (I'm a Believer) – 3:02 (testo: Neil Diamond, Mogol, Daniele Pace, Mario Panzeri)

## Classifiche
| Classifica (2011) | Posizione massima |
| ----------------- | ----------------- |
| Italia            | 1                 |